# Kim Young-nam
Kim Young-nam (김영남?, 金永南?, Gim Yeong-namLR, Kim Yŏng-namMR; Hampyeong, 15 giugno 1960) è un ex lottatore sudcoreano, specializzato nella lotta greco-romana.

## Palmarès

### Olimpiadi
- 1 medaglia:
  - 1 oro (Seul 1988 nei pesi welter)

### Giochi asiatici
- 1 medaglia:
  - 1 oro (Seul 1986 nei pesi welter)